# Marilyn French
Marilyn French, född Edwards den 21 november 1929 i New York, död 2 maj 2009 i New York, var en amerikansk författare.

## Biografi
French tog en doktorsexamen vid Harvard och inledde sin karriär som akademiker och James Joyce-forskare. Hon debuterade 1977 med Kvinnorummet som har sålt i mer än 20 miljoner exemplar och blivit översatt till 20 språk.
French avled i hjärtsvikt den 2 maj 2009.

## I kulturen
Abba nämner henne i låten The Day Before You Came från 1982.